# Platja d'Aro
Platja d'Aro är huvudort i den spanska kommunen. Castell-Platja d'Aro. Den ligger i provinsen Província de Girona och regionen Katalonien, i den östra delen av landet, 600 km öster om huvudstaden Madrid. Platja d'Aro ligger 8 meter över havet och antalet invånare är 10 376.
Terrängen runt Platja d'Aro är kuperad åt nordväst, men österut är den platt. Havet är nära Platja d'Aro åt sydost. Närmaste större samhälle är Palafrugell, 13,6 km nordost om Platja d'Aro. 